# The Sasquatch Gang
The Sasquatch Gang è un film del 2006 diretto da Tim Skousen.
Il film è stato presentato in anteprima nel gennaio 2006 allo Slamdance Film Festival, dove ha vinto l'Audience Award.

## Trama
Mentre sono alla ricerca di punte di freccia a Deercliff Falls, il giovane appassionato di fantascienza Gavin Gore e il suo gruppo di amici nerd - la sua fidanzata Sophie Suchowski, lo spadaccino Hobie Plumber e il giovane Maynard Keyes - si imbatte in alcune grosse tracce e il gruppo sospetta che nella zona viva Sasquatch. Ben presto la notizia si sparge e la città diventa meta di turisti e curiosi ma anche di scienziati internazionali. Quello che però essi ignorano che le impronte sono dei falsi realizzati da due giovani intenzionati a trarre profitto della cosa.

## Produzione
Il film è stato girato in sei settimane nell'estate del 2005.

## Distribuzione
Presentato in anteprima allo Slamdance Film Festival nel gennaio 2006, il film è wtato proiettato anche al Waterfront Film Festival, al New Zealand Film Festival, al Sidewalk Film Festival e al Vail Film Festival.
Il film è avuto una distribuzione limitata negli Stati Uniti il 30 novembre 2007. Solo 9 cinema proietterono il film che rimase in visione per una durata media di 1 settimana in ciascuna sala.
Il film è uscito in DVD il 25 marzo 2008.

## Accoglienza

### Botteghino
Girato con un budget di 35 milioni di dollari, il film incassò ai botteghini solamente 9.458 dollari.

## Riconoscimenti
- 2006 - Slamdance Film Festival[3]
  - Miglior film
- 2006 - US Comedy Arts Festival[3]
  - Miglior attore
  - Miglior regia